# Marian Koper
Marian Koper (ur. 12 lipca 1923 w Stajnem k. Chełma, zm. 20 września 1993 w Poznaniu) – generał brygady LWP.

## Życiorys
W 1937 skończył szkołę powszechną w Rejowcu, podczas okupacji był monterem na stacji kolejowej. Od 27 VIII 1944 służył w WP. Elew Podoficerskiej Szkoły Czołgów, następnie Oficerskiej Szkoły Broni Pancernej w Chełmie, którą skończył w maju 1945 ze stopniem podporucznika. Dowódca plutonu czołgów w 1 Warszawskim Pułku Czołgów w stopniu porucznika, od jesieni 1946 dowódca kompanii w tym pułku, jesienią 1948 przeniesiony do Wrześni na dowódcę kompanii w 2 Sudeckim Pułku Czołgów w stopniu kapitana. 1947-1948 na kursie doskonalenia oficerów przy Oficerskiej Szkole Wojsk Pancernych w Poznaniu. W 1949 ukończył liceum dla dorosłych w Modlinie. W maju 1949 został p.o. dowódcy batalionu szkolnego w 6 Pułku Czołgów w Opolu. Od marca 1951 inspektor wyszkolenia wojsk pancernych w Głównym Zarządzie Wyszkolenia Bojowego w stopniu majora. Od jesieni 1953 starszy inspektor, od maja 1954 dowódca 9 Pułku Czołgów w Słupsku. Od 1954 do 1956 studiował w Wyższej Wojskowej Akademii im. K. Woroszyłowa w Moskwie. Od końca 1956 szef sztabu 19. Dywizji Pancernej w Gubinie. W sierpniu 1959 został szefem wydziału w sztabie Śląskiego Okręgu Wojskowego we Wrocławiu. Od końca grudnia 1962 dowódca 10 Sudeckiej Dywizji Pancernej w Opolu w stopniu pułkownika. Gdy zajmował to stanowisko, dywizja ta dwukrotnie uzyskała tytuł „Przodującego Związku Taktycznego WP”. Jesienią 1966 mianowany generałem brygady; nominację wręczył mu w Belwederze przewodniczący Rady Państwa PRL Edward Ochab. W sierpniu 1968 Marian Koper na czele dowodzonej przez siebie dywizji uczestniczył w inwazji na Czechosłowację. W styczniu 1969 został komendantem Wyższej Szkoły Oficerskiej Wojsk Pancernych im. Stefana Czarnieckiego w Poznaniu. Od listopada 1973 zastępca szefa Zarządu II w Inspektoracie Szkolenia MON. W 1976 był krótko zastępcą dowódcy Pomorskiego Okręgu Wojskowego ds. liniowych w Bydgoszczy, potem został zastępcą szefa sztabu Warszawskiego Okręgu Wojskowego. Od sierpnia 1978 szef Zespołu Ogólnowojskowego Inspekcji Sił Zbrojnych, od lipca 1979 zastępca szefa Inspekcji Sił Zbrojnych. 1984-1985 szef Polskiej Misji w Komisji Nadzorczej Państw Neutralnych w Korei. Od lipca 1986 do lutego 1989 szef Wojewódzkiego Sztabu Wojskowego w Lublinie. W sierpniu 1989 przeniesiony w stan spoczynku.

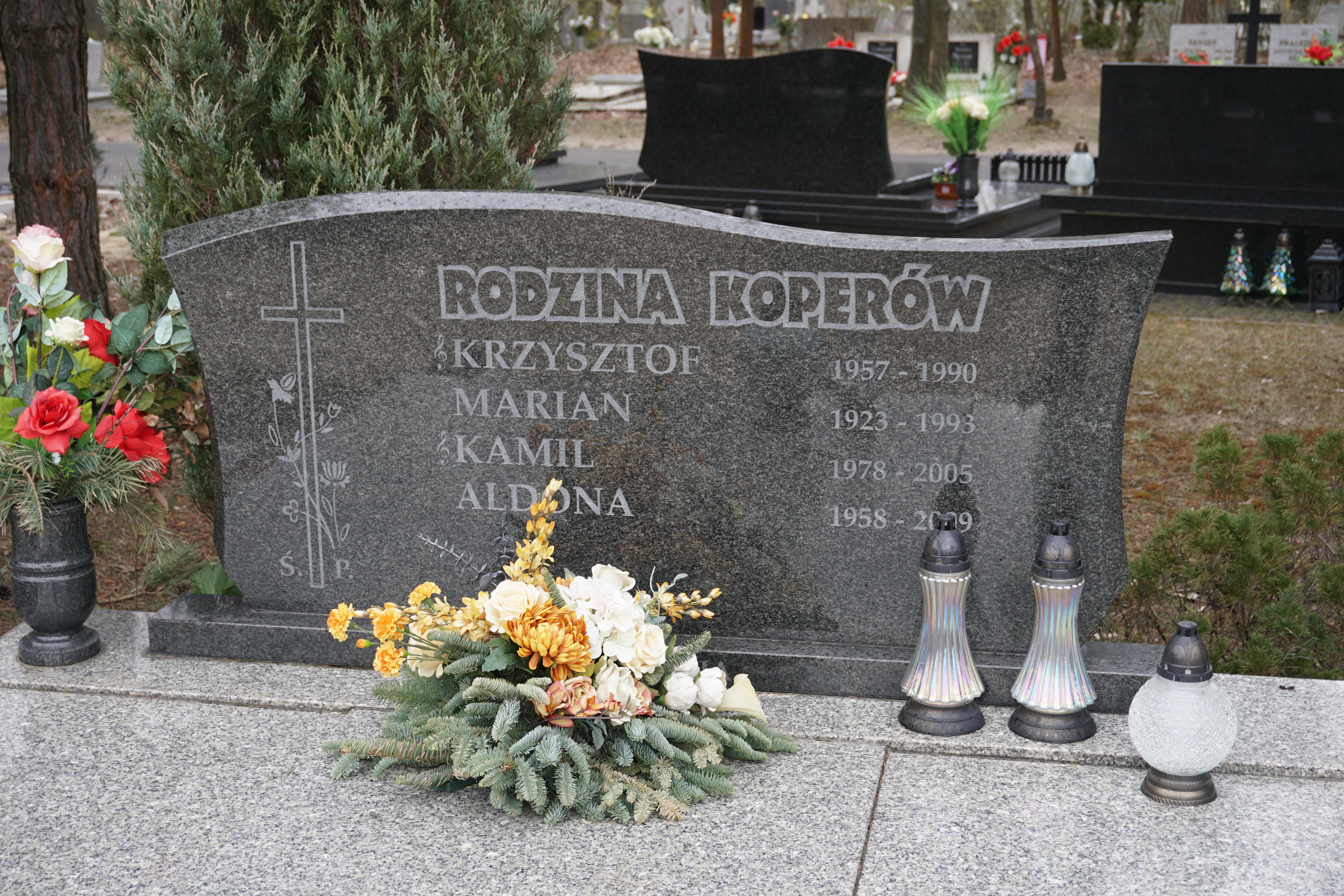
Grób gen. Mariana Kopra na cmentarzu Miłostowo w Poznaniu

Został pochowany na cmentarzu Miłostowo w Poznaniu (pole 41, kwatera 4).

## Odznaczenia
- Order Sztandaru Pracy II klasy (1973)
- Krzyż Komandorski Orderu Odrodzenia Polski (1981)
- Krzyż Oficerski Orderu Odrodzenia Polski (1968)
- Krzyż Kawalerski Orderu Odrodzenia Polski (1963)
- Złoty Krzyż Zasługi (1958)
- Medal za Warszawę 1939–1945
- Medal za Odrę, Nysę, Bałtyk
- Medal „Za udział w walkach o Berlin” (1970)
- Medal 10-lecia Polski Ludowej
- Medal 30-lecia Polski Ludowej
- Medal 40-lecia Polski Ludowej
- Złoty Medal „Siły Zbrojne w Służbie Ojczyzny” (1968)
- Srebrny Medal Siły Zbrojne w Służbie Ojczyzny
- Brązowy Medal Siły Zbrojne w Służbie Ojczyzny
- Srebrny Medal Za zasługi dla obronności kraju (1968)
- Brązowy Medal Za zasługi dla obronności kraju
- Medal Komisji Edukacji Narodowej (1976)
- Order Wojny Ojczyźnianej I stopnia (ZSRR, 1968)
- Medal za Zwycięstwo nad Niemcami w Wielkiej Wojnie Ojczyźnianej 1941-1945
- Medal „Za umacnianie braterstwa broni” (ZSRR, 1989)[2]
- Order Przyjaźni II klasy KRLD (Korea Północna, 1985)
- Medal 25-lecia Bułgarskiej Armii Ludowej (Bułgaria, 1969)[3]